# Damarchus bifidus
Damarchus bifidus är en spindelart som beskrevs av Gravely 1935. Damarchus bifidus ingår i släktet Damarchus och familjen Nemesiidae. Inga underarter finns listade i Catalogue of Life.